# Leonel Mário d'Alva
Leonel Mário d'Alva (nascut en 1935) és un polític de São Tomé i Príncipe. Va servir com a Primer Ministre de São Tomé i Príncipe del 21 de desembre de 1974 fins al 12 de juliol de 1975, quan el país va obtenir la independència de Portugal.
Va estudiar la secundària a Angola fins a 1956. Després de la massacre de Batepá de 1953 va interessar-se per la política i fou un dels fundadors en 1960 del Comité de Libertação de São Tomé e Príncipe (CLSTP), que en una conferència a Malabo en 1972 es convertiria en Moviment per l'Alliberament de São Tomé i Príncipe.
De finals de 1975 a 1980, D'Alva fou president de l'Assemblea Nacional de São Tomé i Príncipe, i de 1975 a 1978 fou ministre d'afers exteriors. Després de les eleccions legislatives de São Tomé i Príncipe de 1991, fou elegit novament president de l'Assemblea Nacional fins a 1994. I després de les eleccions presidencials de São Tomé i Príncipe de 1991 va ser president interí del 4 de març al 3 d'abril de 1991. Posteriorment abandonà el MLSTP/PSD per ingressar al Partit de Convergència Democràtica - Grup de Reflexió (PCD-GR).